# Mendina
Mendina es una localidad del municipio de Liendo (Cantabria, España). Está situado a 40 metros sobre el nivel del mar. En el año 2008, la localidad contaba solamente con 8 habitantes (INE), siendo de esta forma el núcleo menos poblado de Liendo.
- Datos: Q6010190
- Multimedia: Mendina / Q6010190